# Hugo Loersch
Hugo Loersch (født 20. juli 1840 i Aachen, død 10. maj 1907 i Bonn) var en tysk retslærd og retshistoriker.
Loersch blev 1873 ekstraordinær og 1875 ordentlig professor i preussisk og fransk civilret ved Bonns Universitet. Han udgav adskillige skrifter, af hvilke må nævnes Weistümer der Rheinprovinz (I, 1900; i "Publikationen der Gesellschaft füur Rheinische Geschichtskunde").